# Bagpat (miasto)
Baghpat – miasto w północnych Indiach w stanie Uttar Pradesh, na Nizinie Hindustańskiej.
Populacja miasta w 2001 roku wynosiła 36 365 mieszkańców.